# Instituut voor het Archeologisch Patrimonium
Het Instituut voor het Archeologisch Patrimonium (IAP) was een wetenschappelijke instelling van de Vlaamse Gemeenschap die een tijdlang het beheer en de ontsluiting van het archeologisch erfgoed in Vlaanderen behartigde. Het instituut ontstond uit de in 1963 door dr. Heli Roosens opgerichte Nationale Dienst voor Opgravingen / Service National des Fouilles. Die dienst werd in 1991 geregionaliseerd, wat in Wallonië leidde tot het oprichten van de Service des fouilles de la Région wallonne, en in Vlaanderen tot het Instituut voor het Archeologisch Patrimonium. In maart 2004 werd het IAP samengesmolten met het kenniscentrum van de toenmalige Afdeling Monumenten en Landschappen tot het huidige Vlaams Instituut voor het Onroerend Erfgoed dat geen beheerstaken meer vervult maar zich toespitst op wetenschappelijk onderzoek en erfgoedontsluiting.

## Structuur
Het IAP was verspreid over Vlaanderen aanwezig met één centrale cel in Zellik en een aantal buitendiensten:
- De buitendienst voor de provincie West-Vlaanderen bevond zich in Woumen op het domein De Blankaart.
- De buitendienst Oost-Vlaanderen was gevestigd op de archeologische site van Ename (Oudenaarde).
- De derde en laatste buitendienst was bevoegd voor de provincie Limburg en bevond zich in de stad Tongeren.
- De centrale cel te Zellik (Asse) vestigde haar aandacht op een aantal centrale taken en volgde ook de archeologie van de provincies Antwerpen en Vlaams-Brabant op.

## Publicaties
Binnen de tijdspanne dat het IAP actief was gaf het verschillende wetenschappelijke publicaties uit. Deze werden geordend in een aantal reeksen:
- Archeologie in Vlaanderen Tijdschrift (8 delen) : Deze reeks volgde de oude reeks Archaeologica Belgica van het NDO op. Deze boeken werden ongeveer jaarlijks uitgegeven en bevatten goed uitgewerkte opgravingsverslagen van recent archeologisch onderzoek.
- Archeologie in Vlaanderen Monografie (6 delen) : In deze reeks werd telkens één boek gewijd aan een bepaald onderwerp dat erg sterk in de diepte werd behandeld.
- IAP Rapporten (15 delen)
- Herlevend Verleden (3 delen) : Deze boekjes bevatten meer vulgariserende informatie over specifieke onderwerpen.